# Альтер эго (телешоу)
«Альтер эго» (англ. Alter Ego) — американское телеигровое музыкальное реалити-шоу, премьера которого состоялась 22 сентября 2021 года на телеканале Fox. Ведущей проекта выступила американская теле- и радиоведущая и актриса Рокси Диас.
Членами жюри были назначены певица Аланис Мориссетт, певец и актёр Ник Лаше, певица Граймс и рэпер will.i.am.

## Правила
На сцене выступают никому неизвестные до этого люди, которые скрывают свою личность с помощью высокотехнологичных аватаров, созданных с помощью технологии захвата движения. Аватары исполняют каверы на известные песни, после чего члены жюри выбирают, какой, на их взгляд, лучший аватар проходит дальше. После этого проходит зрительское голосование, с помощью которого зрители выбирают ещё двух аватаров, которые продолжают своё участие в шоу. Двое худших аватаров попадают в номинацию и один из них раскрывает свою личность перед аудиторией  в зале и членами жюри. Начиная с пятого выпуска в каждой группе аватаров, в каждой из которых участники меняются местами, начинают исключаться сразу 2 аватара, которые проигрывают дуэли, а в девятом и десятом выпусках группы объединяются по парам и в одиннадцатый финальный выпуск проходят только четверо лучших аватаров.

## Сезоны
| Сезон | Премьера         | Финал          | 1 место                       | 2 место               | 3 место                   | 4 место                    | Ведущий    | Жюри             | Жюри     | Жюри   | Жюри      | Жюри |
| Сезон | Премьера         | Финал          | 1 место                       | 2 место               | 3 место                   | 4 место                    | Ведущий    | 1                | 2        | 3      | 4         |      |
| ----- | ---------------- | -------------- | ----------------------------- | --------------------- | ------------------------- | -------------------------- | ---------- | ---------------- | -------- | ------ | --------- | ---- |
| 1     | 22 сентября 2021 | 8 декабря 2021 | Джейкоб Томсен (Диппер Скотт) | Кьяра Тетро (Семёрка) | Самаэра Хирш (Мисти Роуз) | Израа Дарвич (Найт Джорни) | Рокси Диас | Аланис Мориссетт | Ник Лаше | Граймс | will.i.am |      |

## Обзор сезонов

### Первый сезон (2021)
| Аватар              | Человек         | Выпуски | Выпуски | Выпуски | Выпуски | Выпуски | Выпуски | Выпуски | Выпуски | Выпуски | Выпуски | Выпуски |
| Аватар              | Человек         | 1       | 2       | 3       | 4       | 5       | 6       | 7       | 8       | 9       | 10      | 11      |
| ------------------- | --------------- | ------- | ------- | ------- | ------- | ------- | ------- | ------- | ------- | ------- | ------- | ------- |
| Диппер Скотт        | Джейкоб Томсен  |         |         |         |         |         |         |         |         |         |         |         |
| Семёрка             | Кьяра Тетро     |         |         |         |         |         |         |         |         |         |         |         |
| Мисти Роуз          | Самаэра Хирш    |         |         |         |         |         |         |         |         |         |         |         |
| Найт Джорни         | Израа Дарвич    |         |         |         |         |         |         |         |         |         |         |         |
| Орландо Девиль      | Чейз Пэджетт    |         |         |         |         |         |         |         |         |         |         |         |
| Сафара              | Мария Росарио   |         |         |         |         |         |         |         |         |         |         |         |
| Вольфганг Шампань   | Мэттью Лорд     |         |         |         |         |         |         |         |         |         |         |         |
| Куин Динамит        | Дашарра Бриджес |         |         |         |         |         |         |         |         |         |         |         |
| Сэйнт Луна          | Сара Изен       |         |         |         |         |         |         |         |         |         |         |         |
| Кингстон Сол        | Джеймс Пэк      |         |         |         |         |         |         |         |         |         |         |         |
| Ферн                | Миа Чериз Холл  |         |         |         |         |         |         |         |         |         |         |         |
| Ловелас             | Энтони Фламмия  |         |         |         |         |         |         |         |         |         |         |         |
| Астер               | Кейли Францен   |         |         |         |         |         |         |         |         |         |         |         |
| Сирена              | Ясмина Шавамре  |         |         |         |         |         |         |         |         |         |         |         |
| Феникс Эмберс       | Даниэль Сетани  |         |         |         |         |         |         |         |         |         |         |         |
| Невеа Кинг          | Джей Миа        |         |         |         |         |         |         |         |         |         |         |         |
| Уайли               | Милтон Пэттон   |         |         |         |         |         |         |         |         |         |         |         |
| Величество рассвета | Калея Айелетт   |         |         |         |         |         |         |         |         |         |         |         |
| Кай                 | Коби Ванг       |         |         |         |         |         |         |         |         |         |         |         |
| Берни Бёрнс         | Эрни Нуньес     |         |         |         |         |         |         |         |         |         |         |         |

 Аватар занял первое место
 Аватар занял второе место
 Аватар занял третье место
 Аватар занял четвёртое место
 Аватар прошёл дальше по решению зрителей
 Аватар прошёл дальше по решению жюри
 Аватар выиграл дуэль и прошёл дальше
 Аватар стал номинантом на выбывание
 Аватар покинул шоу и раскрыл свою личность
 Аватар не принимал участие в этом выпуске

## Выпуски

### Первый выпуск[5]
| # | Аватар       | Песня                               | Личность    | Результат     |
| - | ------------ | ----------------------------------- | ----------- | ------------- |
| 1 | Куин Динамит | «Ain’t Nobody» (Чака Хан)           | не раскрыта | Прошёл дальше |
| 2 | Диппер Скотт | «Unsteady» (X Ambassadors)          | не раскрыта | Прошёл дальше |
| 3 | Берни Бёрнс  | «Haven’t Met You Yet» (Майкл Бубле) | Эрни Нуньес | Выбыл из шоу  |
| 4 | Мисти Роуз   | «Levitating» (Дуа Липа)             | не раскрыта | Номинант      |
| 5 | Семёрка      | «Take Me to Church» (Хозиер)        | не раскрыта | Прошёл дальше |

### Второй выпуск[6]
| # | Аватар            | Песня                                | Личность    | Результат     |
| - | ----------------- | ------------------------------------ | ----------- | ------------- |
| 1 | Ловелас           | «Livin’ on a Prayer» (Bon Jovi)      | не раскрыта | Номинант      |
| 2 | Сафара            | «Good as Hell» (Лиззо)               | не раскрыта | Прошёл дальше |
| 3 | Вольфганг Шампань | «Il mio cuore va» (Il Divo)          | не раскрыта | Прошёл дальше |
| 4 | Кай               | «Larger Than Life» (Backstreet Boys) | Коби Ванг   | Выбыл из шоу  |
| 5 | Астер             | «Rainbow» (Кейси Масгрейвс)          | не раскрыта | Прошёл дальше |

### Третий выпуск[7]
| # | Аватар              | Песня                                    | Личность      | Результат     |
| - | ------------------- | ---------------------------------------- | ------------- | ------------- |
| 1 | Величество рассвета | «Confident» (Деми Ловато)                | Калея Айелетт | Выбыл из шоу  |
| 2 | Кингстон Сол        | «Tennessee Whiskey» (Крис Стэплтон)      | не раскрыта   | Прошёл дальше |
| 3 | Найт Джорни         | «This Town» (Найл Хоран)                 | не раскрыта   | Номинант      |
| 4 | Невеа Кинг          | «I Will Always Love You» (Уитни Хьюстон) | не раскрыта   | Прошёл дальше |
| 5 | Сэйнт Луна          | «Back to Black» (Эми Уайнхаус)           | не раскрыта   | Прошёл дальше |

### Четвёртый выпуск[8]
| # | Аватар         | Песня                                      | Личность      | Результат     |
| - | -------------- | ------------------------------------------ | ------------- | ------------- |
| 1 | Орландо Девиль | «I Wish» (Стиви Уандер)                    | не раскрыта   | Номинант      |
| 2 | Ферн           | «Love Me Like You Do» (Элли Голдинг)       | не раскрыта   | Прошёл дальше |
| 3 | Сирена         | «I Put a Spell on You» (Нина Симон)        | не раскрыта   | Прошёл дальше |
| 4 | Уайли          | «Boot Scootin’ Boogie» (Brooks & Dunn)     | Милтон Пэттон | Выбыл из шоу  |
| 5 | Феникс Эмберс  | «Hit Me with Your Best Shot» (Пэт Бенатар) | не раскрыта   | Прошёл дальше |

### Пятый выпуск[9]
| # | Персонаж      | Песня                            | Личность       | Результат     |
| - | ------------- | -------------------------------- | -------------- | ------------- |
| 1 | Невеа Кинг    | «I Will Survive» (Глория Гейнор) | Джей Миа       | Выбыл из шоу  |
| 2 | Сафара        | «Diamonds» (Рианна)              | не раскрыта    | Прошёл дальше |
|   |               |                                  |                |               |
| 3 | Диппер Скотт  | «Believer» (Imagine Dragons)     | не раскрыта    | Прошёл дальше |
| 4 | Феникс Эмберс | «Wrecking Ball» (Майли Сайрус)   | Даниэль Сетани | Выбыл из шоу  |

### Шестой выпуск[10]
| # | Персонаж     | Песня                               | Личность       | Результат     |
| - | ------------ | ----------------------------------- | -------------- | ------------- |
| 1 | Семёрка      | «Bad Guy» (Билли Айлиш)             | не раскрыта    | Прошёл дальше |
| 2 | Сирена       | «I’m Goin’ Down» (Мэри Джей Блайдж) | Ясмина Шавамре | Выбыл из шоу  |
|   |              |                                     |                |               |
| 3 | Астер        | «Complicated» (Аврил Лавин)         | Кейли Францен  | Выбыл из шоу  |
| 4 | Куин Динамит | «Don’t Start Now» (Дуа Липа)        | не раскрыта    | Прошёл дальше |

### Седьмой выпуск[11]
| # | Персонаж          | Песня                    | Личность       | Результат     |
| - | ----------------- | ------------------------ | -------------- | ------------- |
| 1 | Вольфганг Шампань | «Regresa a mí» (Il Divo) | не раскрыта    | Прошёл дальше |
| 2 | Ловелас           | «Toxic» (Бритни Спирс)   | Энтони Фламмия | Выбыл из шоу  |
|   |                   |                          |                |               |
| 3 | Ферн              | «Yoü and I» (Леди Гага)  | Миа Чериз Холл | Выбыл из шоу  |
| 4 | Мисти Роуз        | «Woman» (Кеша)           | не раскрыта    | Прошёл дальше |

### Восьмой выпуск[12]
| # | Персонаж       | Песня                               | Личность    | Результат     |
| - | -------------- | ----------------------------------- | ----------- | ------------- |
| 1 | Орландо Девиль | «Hard to Handle» (Отис Реддинг)     | не раскрыта | Прошёл дальше |
| 2 | Кингстон Сол   | «High Hopes» (Panic! At the Disco)  | Джеймс Пэк  | Выбыл из шоу  |
|   |                |                                     |             |               |
| 3 | Сэйнт Луна     | «Shallow» (Леди Гага, Брэдли Купер) | Сара Изен   | Выбыл из шоу  |
| 4 | Найт Джорни    | «Wolves» (Селена Гомес)             | не раскрыта | Прошёл дальше |

### Девятый выпуск — Первый полуфинал[13]
| # | Персонаж          | Песня                                                | Личность        | Результат     |
| - | ----------------- | ---------------------------------------------------- | --------------- | ------------- |
| 1 | Мисти Роуз        | «Bang Bang» (Джесси Джей, Ариана Гранде, Ники Минаж) | не раскрыта     | Прошёл дальше |
| 2 | Вольфганг Шампань | «Creep» (Radiohead)                                  | Мэттью Лорд     | Выбыл из шоу  |
| 3 | Куин Динамит      | «I’m Coming Out» (Дайана Росс)                       | Дашарра Бриджес | Выбыл из шоу  |
| 4 | Найт Джорни       | «Who Will Save Your Soul» (Джуэл)                    | не раскрыта     | Прошёл дальше |

### Десятый выпуск — Второй полуфинал[14]
| # | Персонаж       | Песня                                               | Личность      | Результат     |
| - | -------------- | --------------------------------------------------- | ------------- | ------------- |
| 1 | Семёрка        | «Feeling Good» (Майкл Бубле)                        | не раскрыта   | Прошёл дальше |
| 2 | Сафара         | «Stronger (What Doesn’t Kill You)» (Келли Кларксон) | Мария Росарио | Выбыл из шоу  |
| 3 | Диппер Скотт   | «Happier» (Marshmello, Bastille)                    | не раскрыта   | Прошёл дальше |
| 4 | Орландо Девиль | «Living In New York City» (Робин Тик)               | Чейз Пэджетт  | Выбыл из шоу  |

### Одиннадцатый выпуск — Финал[15]
| # | Персонаж     | Песня                                       | Личность       | Результат       |
| - | ------------ | ------------------------------------------- | -------------- | --------------- |
| 1 | Семёрка      | «The House of the Rising Sun» (The Animals) | Кьяра Тетро    | Второе место    |
| 2 | Мисти Роуз   | «One Last Time» (Ариана Гранде)             | Самаэра Хирш   | Третье место    |
| 3 | Диппер Скотт | «All I Want» (Kodaline)                     | Джейкоб Томсен | Победитель      |
| 4 | Найт Джорни  | «Scars to Your Beautiful» (Алессия Кара)    | Израа Дарвич   | Четвёртое место |

## Производство
17 мая 2021 года было объявлено, что телеканал Fox заказал новое музыкальное реалити-шоу под названием «Альтер эго», исполнительным продюсером которого была назначена Матильда Золтовски. 16 июля 2021 года было объявлено, что ведущей станет Рокси Диас, а членами жюри — Аланис Мориссетт, Ник Лаше, Граймс и will.i.am. 26 июля была раскрыта дата премьеры, назначенной на 22 сентября.
10 сентября 2021 года были объявлены имена участников первого сезона. 12 сентября на Fox был показан специальный анонсирующий эпизод, который был приурочен к выходу шоу.
16 мая 2022 года было объявлено, что выход второго сезона шоу пока не планируется.

## Рейтинги
| Выпуск | Дата выхода      | Временной интервал | Зрители (в миллионах) | Прим.  |
| ------ | ---------------- | ------------------ | --------------------- | ------ |
| 1      | 22 сентября 2021 | Среда, 21:00       | 2.93                  | [ 20 ] |
| 2      | 23 сентября 2021 | Четверг, 21:00     | 2.33                  | [ 21 ] |
| 3      | 29 сентября 2021 | Среда, 21:00       | 2.46                  | [ 22 ] |
| 4      | 6 октября 2021   | Среда, 21:00       | 2.37                  | [ 23 ] |
| 5      | 13 октября 2021  | Среда, 21:00       | 2.32                  | [ 24 ] |
| 6      | 20 октября 2021  | Среда, 21:00       | 2.17                  | [ 25 ] |
| 7      | 3 ноября 2021    | Среда, 21:00       | 1.96                  | [ 26 ] |
| 8      | 10 ноября 2021   | Среда, 21:00       | 1.74                  | [ 27 ] |
| 9      | 17 ноября 2021   | Среда, 21:00       | 2.04                  | [ 28 ] |
| 10     | 1 декабря 2021   | Среда, 21:00       | 1.89                  | [ 29 ] |
| 11     | 8 декабря 2021   | Среда, 21:00       | 2.03                  | [ 30 ] |

## Международные версии
| Страна           | Название        | Телеканал    | Ведущий(е)       | Дата выхода                 |
| ---------------- | --------------- | ------------ | ---------------- | --------------------------- |
| Республика Корея | Аватарный певец | MBN          | Чан Сон Гю       | 26 августа — 9 декабря 2022 |
| Россия           | Аватар          | НТВ          | Вячеслав Макаров | 3 сентября 2022 — н. в.     |
| Россия           | Фантастика      | Первый канал | Вадим Галыгин    | 23 сентября 2022 — н. в.    |

 Версия продолжает свой выход в эфир
 Версия готовится к выходу в эфир
 Статус версии неизвестен
 Версия прекратила свой выход в эфир